# سوزانا وایت
سوزانا وایت (زاده ۱۹۶۰) کارگردان فیلم و تلویزیون است.

## زندگی شخصی
وایت و شوهرش استاد آکسفورد و به صورت پاره وقت کشاورزی می‌کردند و در ساسکس با دختران دوقلوی خود را با Beatrix و Oriane زندگی می‌کردند.

## فیلم شناسی

### فیلم
| سال  | عنوان                         | یادداشت |
| ---- | ----------------------------- | ------- |
| ۱۹۹۷ | دزد دوچرخه                    | کوتاه   |
| ۲۰۱۰ | Nanny McPhee and the Big Bang |         |
| ۲۰۱۶ | ما نوع خائن                   | تکمیل   |

### تلویزیون
| سال  | عنوان               | یادداشت                |
| ---- | ------------------- | ---------------------- |
| ۱۹۸۵ | Bleak House         | قسمت ۷                 |
| ۱۹۸۸ | ۴۰ دقیقه            | قسمت: "کولی‌ها می‌آیند"  |
| ۱۹۹۵ | دوران مدرن          | قسمت ۲                 |
| ۲۰۰۱ | Holby شهر           | ۳ قسمت                 |
| ۲۰۰۲ | فایل پیوست          | قسمت ۴                 |
| ۲۰۰۲ | معلمان              | قسمت ۵                 |
| ۲۰۰۳ | عشق دوباره          | تلویزیون فیلم          |
| ۲۰۰۴ | دروغ با من          | تلویزیون فیلم          |
| ۲۰۰۵ | آقای هاروی چراغ شمع | تلویزیون فیلم          |
| ۲۰۰۵ | Bleak House         | ۷ قسمت                 |
| ۲۰۰۶ | Jane Eyre           | قسمت ۴                 |
| ۲۰۰۷ | خاطرات هیچ‌کس        | تلویزیون فیلم          |
| ۲۰۰۸ | Generation Kill     | قسمت ۴                 |
| ۲۰۱۱ | Boardwalk Empire    | قسمت: "خطرناک خدمتکار" |
| ۲۰۱۲ | رژه پایان           | قسمت ۵                 |
| ۲۰۱۵ | کارشناسی ارشد،      | قسمت: "حزب از چهار"    |